# Nova Venécia Futebol Clube
El Nova Venécia Futebol Clube es un equipo de fútbol de Brasil que juega en el campeonato Brasileño de Serie D, la cuarta división nacional; y en el Campeonato Capixaba, la primera división del estado de Espirito Santo.

## Historia
Fue fundado el 27 de abril de 2021 en el municipio de Nova Venécia debido a que varios equipos de la zona estaban inactivos y ninguno estaba jugando desde inicios de los años 2000. Con ayuda de Richarlison, originario de la zona, iniciaron un equipo con formación de fuerzas básicas y con el tiempo tener un estadio propio.
Un mes después es un equipo profesional como equipo de la segunda división estatal. En ese año es campeón de la segunda categoría al vencer al CTE-Colatina en la final por penales, y también gana la copa estatal venciendo al Aster Brasil en penales, con lo que clasifica a la Copa de Brasil y al Campeonato Brasileño de Serie D por primera vez en su historia.

## Palmarés
- Copa Espírito Santo (1): 2021
- Campeonato Capixaba Second Division (1): 2021